# Hipposideros pelingensis
Hipposideros pelingensis is een zoogdier uit de familie van de bladneusvleermuizen van de Oude Wereld (Hipposideridae). De wetenschappelijke naam van de soort werd voor het eerst geldig gepubliceerd door Shamel in 1940.

## Voorkomen
De soort komt voor in Indonesië.